# لتانية
لَتانِية أو لاتان (الاسم العلمي: Latania) هو جنس نباتي يتبع فصيلة الفوفلية من رتبة الفوفليات.

## أنواع اللتانية
- لتانية زرقاء (الاسم العلمي: Latania glaucophylla)
- لتانية حمراء (الاسم العلمي: Latania rubra)
- لتانية صفراء (الاسم العلمي: Latania verschaffeltii)